# Le Hamel (Somme)
Le Hamel (picardisch: L’Hami) ist eine nordfranzösische Gemeinde mit 488 Einwohnern (Stand 1. Januar 2022) im Département Somme in der Region Hauts-de-France. Die Gemeinde liegt im Arrondissement Amiens und im Kanton Corbie und ist Teil der Communauté de communes du Val de Somme.

## Geographie

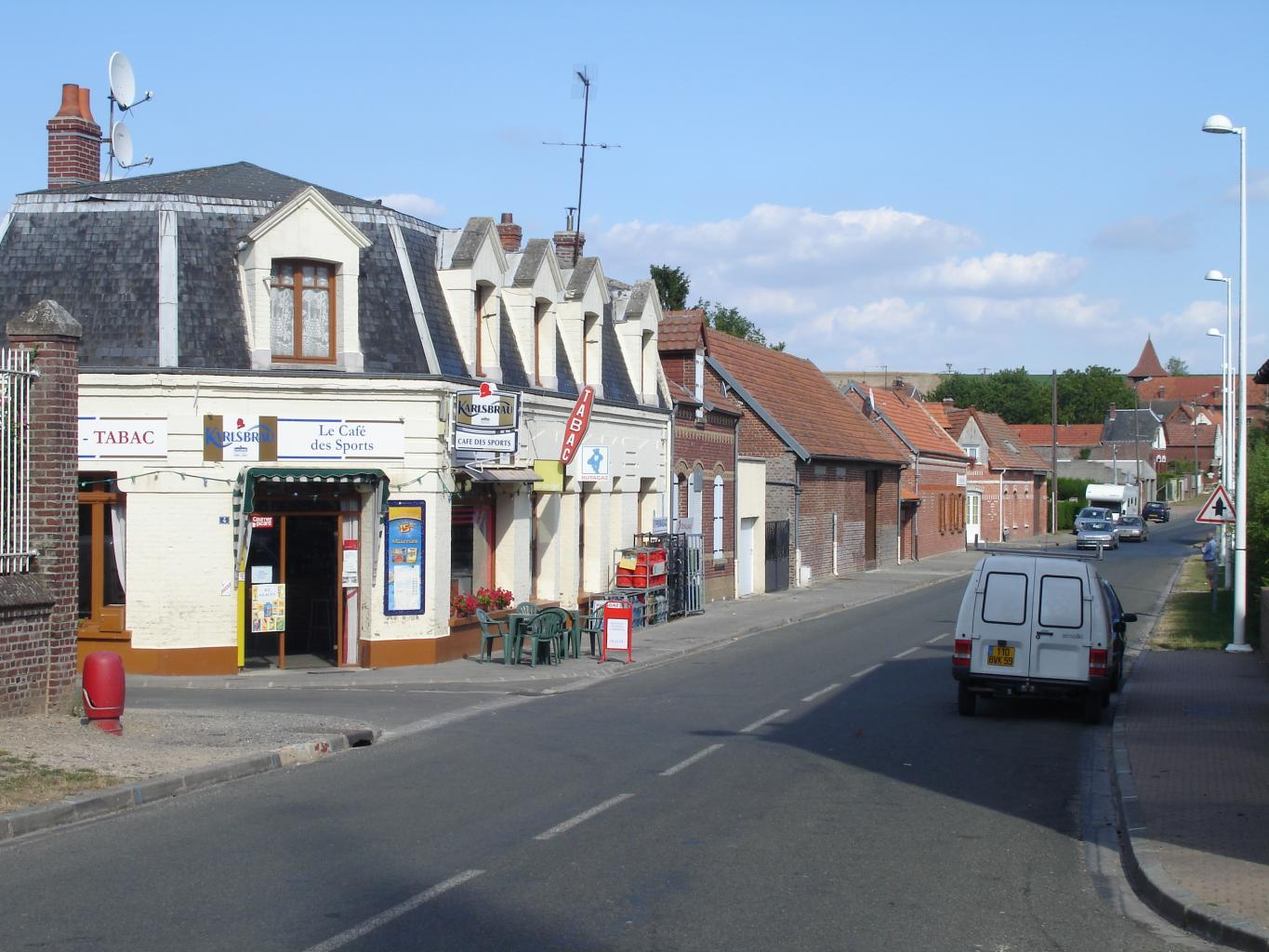
Die Hauptstraße (Grande rue)

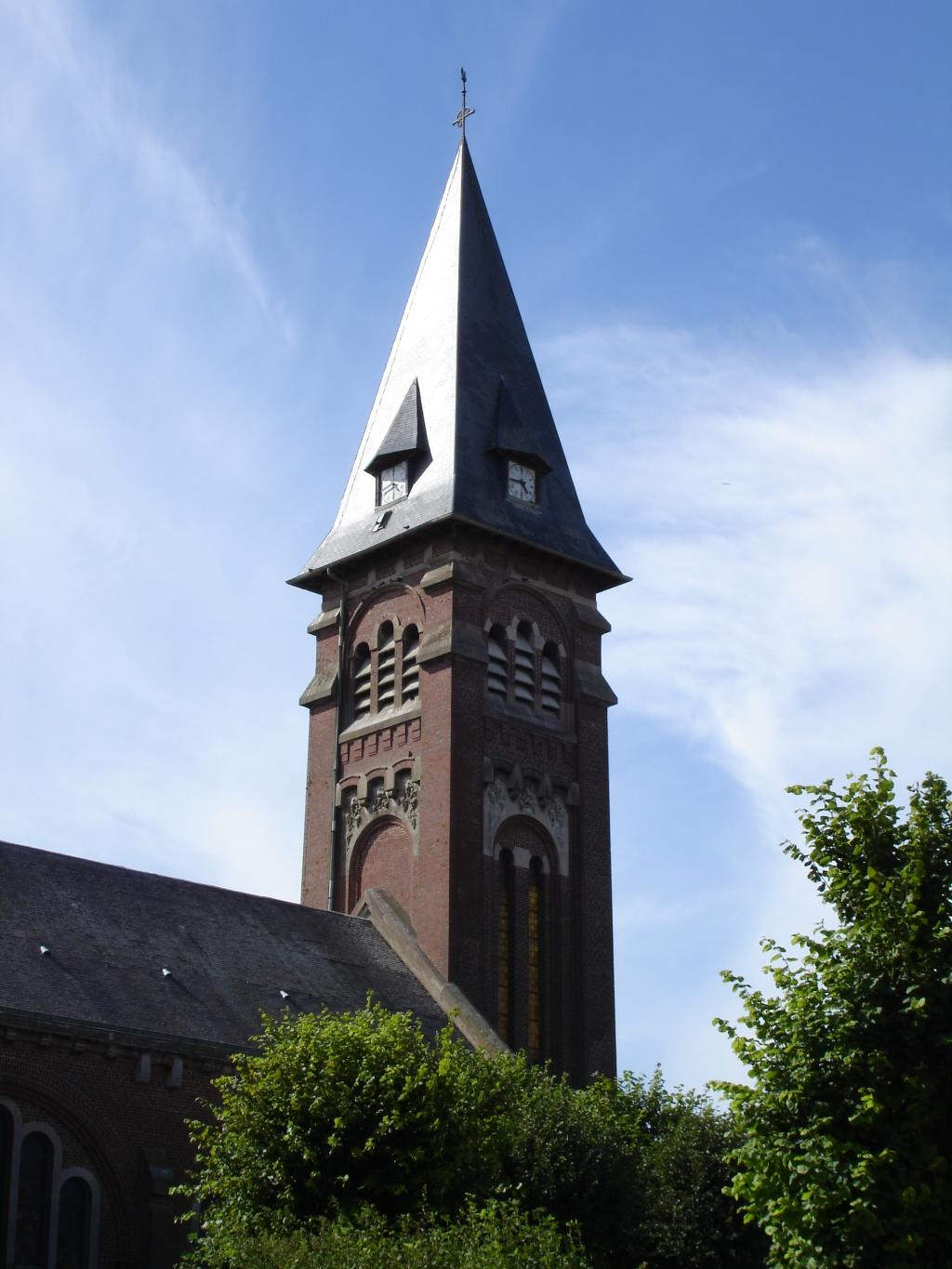
Kirchturm von Saint-Médard

Die Gemeinde liegt etwas erhöht am linken Ufer der Somme gegenüber der Gemeinde Sailly-le-Sec an der Départementsstraßen D71 rund acht Kilometer östlich von Corbie. Das Gemeindegebiet erstreckt sich im Süden bis zur Départementsstraße D1029 (früher Route nationale 29). Le Hamel gehört zum historischen Santerre. Zum Hamel gehören die Ferme de la Couture und der Weiler Bouzencort im Tal der Somme.

## Geschichte
Le Hamel wird 1184 als Besitz der Abtei Corbie genannt. 1636 wurde Le Hamel bei der Belagerung von Corbie durch spanische Truppen verwüstet. Am 4. Juli 1918 fand hier die Schlacht von Hamel statt.

## Sehenswürdigkeiten
- Die nach dem Ersten Weltkrieg wieder aufgebaute Kirche Saint-Médard mit einem Altar aus dem 18. Jahrhundert.
- Australian Corps Memorial, errichtet zum 80. Gedenktag der Schlacht von Hamel
- Industriebauten der Tissage Chevallier

## Einwohner
| 1962 | 1968 | 1975 | 1982 | 1990 | 1999 | 2006 | 2010 |
| ---- | ---- | ---- | ---- | ---- | ---- | ---- | ---- |
| 448  | 472  | 469  | 451  | 489  | 519  | 521  | 523  |

## Verwaltung
Bürgermeister (maire) ist seit 2001 Stéphane Chevin.